# Antoni Rubió i Lluch

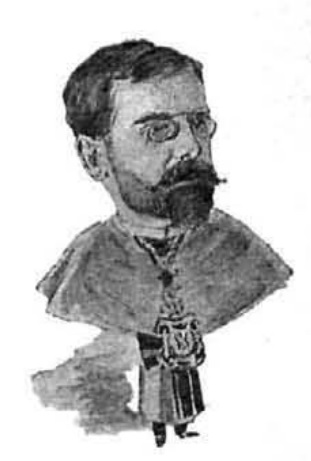
Antoni Rubió i Lluch.

Antoni Rubió i Lluch (* 26. Juli 1856 in Valladolid; † 9. Juni 1937 in Barcelona) war ein spanischer Historiker, Gräzist, Romanist, Hispanist und Katalanist.

## Leben und Werk
Rubió studierte in Barcelona bei Manuel Milà i Fontanals und wurde 1878 in Madrid promoviert mit der Arbeit Estudio crítico-bibliográfico sobre Anacreonte y la colección anacreóntica y su influencia en la literatura antigua y latina (Barcelona 1879). 1885 folgte er seinem Lehrer nach auf dem Lehrstuhl für Geschichte der Literatur (und zusätzlich ab 1908 für katalanische Literatur) an der Universität Barcelona (1928 emeritiert).
Rubió war von 1907 bis 1915 der erste Präsident des Institut d’Estudis Catalans. 1926 wurde er zum korrespondierenden Mitglied der Göttinger Akademie der Wissenschaften gewählt.
Antoni Rubió i Lluch war der Vater des Katalanisten Jordi Rubió i Balaguer.

## Werke (Auswahl)
- El Sentimiento del honor en el teatro de Calderón (Barcelona 1882, 1900, 1968, 1984; Vorwort von Marcelino Menéndez Pelayo)
- El Renacimiento clásico en la literatura catalana. Discurso leido en su solemne recepción en la Real Academia de Buenas Letras de Barcelona el día 17 de junio de 1889, Barcelona 1889
- Estudios hispano-americanos, Bilbao 1923
- Los Catalanes en Grecia. Últimos años de su dominación. Cuadros históricos, Madrid 1927
- Del nombre y de la unidad literaria de la lengua catalana [Akademierede 23. März 1930], hrsg. von Germà Colón Domènech, Barcelona 2004
- El record dels Catalans en la tradició popular, històrica i literària de Grècia, hrsg. von Eusebi Ayensa i Prat, Barcelona 2001